# 圣经希伯来语
聖經希伯來語（希伯來語：‎或לְשׁוֹן הַמִּקְרָא），也被稱作古希伯來語或古典希伯來語，是原版希伯来圣经裡所使用的語言，其最早形式可追溯至公元前10世紀左右。它同時也是現代希伯來語的前身。

### 引用
1. ↑  Hammarström, Harald; Forkel, Robert; Haspelmath, Martin; Bank, Sebastian (编). . . Jena: Max Planck Institute for the Science of Human History. 2016.
2. ↑  Feldman (2010)
3. ↑  Shanks (2010)